# فرودگاه شهرستان آتلانتا، میشیگان
فرودگاه شهرستان آتلانتا، میشیگان (به انگلیسی: Atlanta Municipal Airport (Michigan)) یک فرودگاه همگانی بهره‌برداری هوایی است که یک باند فرود آسفالت دارد و طول باند آن ۹۱۴ متر است. این فرودگاه در کشور ایالات متحده آمریکا قرار دارد و در ارتفاع ۲۶۷ متری از سطح دریا واقع شده‌است.